# Geograf globus propil
Geograf globus propil (Географ глобус пропил) è un film del 2013 diretto da Aleksandr Veledinskij.

## Trama
Il povero giovane biologo Viktor Služkin trova lavoro come insegnante di geografia in una scuola di Perm, dove prima entra in conflitto, poi fa amicizia con gli studenti e va a fare un'escursione con loro.